# Qazim Laçi
Qazim Laçi, né le 19 janvier 1996 à Peshkopi, est un footballeur international albanais qui évolue au poste de milieu de terrain au Çaykur Rizespor.

## Biographie

### En club

#### Avec les jeunes de l'Olympiakos
Laçi est né à Peshkopi en Albanie le 19 janvier 1996 et rejoint le centre de formation de l'Olympiakos.
Lors de la saison 2013-2014, il rejoint l'équipe des moins de 19 ans de l'Olympiakos pour participer à l'UEFA Youth League 2013-2014, une nouvelle compétition créée par l'UEFA réservée au jeunes, Laçi joue cinq matches avec l'équipe des moins de 19 ans, mais sera éliminé dès la phase de poules.
Lors de la saison 2014-2015 de l'UEFA Youth League, il joue tous les matches en phase de poules et marque quatre buts dont un chacun, face à Malmö FF (3-1 à l'aller; 2-0 au retour) et contre la Juventus (1-1 à l'aller; 3-0 au retour), l'Olympiakos se fera toutefois éliminé face au Chakhtar Donetsk aux tirs au but, après un nul un partout à l'issue du temps réglementaire.
Lors de la saison 2015-2016, il joue cinq des six matches et son équipe finira troisième de phase de groupes à égalité avec le Dinamo Zagreb et Arsenal.

#### Olympiakos (2016-2019)
Le 8 avril 2015, Laçi est appelé avec l'équipe première de l'Olympiakos en demi-finales de la Coupe de Grèce de 2014-2015 contre l'Apollon Smyrnis sous l'entraîneur Vítor Pereira, mais n'est pas retenu pour disputer ce match (victoire 3-0 de l'Olympiakos au match aller), trois semaines plus tard il est à nouveau appelé pour jouer le match retour et a encore une fois pas réussi à être titulaire (nul 1-1 de l'Olympiakos)
Le 20 octobre 2015, Laçi fait partie de l'équipe première de l'Olympiakos pour jouer un match de Ligue des champions contre le Dinamo Zagreb en tant que remplaçant.
Le 3 février 2016, il fait ses premiers débuts professionnels contre Asteras Tripolis lors des quarts-de-finales de la Coupe de Grèce sous l'entraîneur Marco Silva, entrant à la 90e minute en remplaçant Andréas Bouchalákis. (nul 1-1), l'équipe s'est toutefois qualifiée grâce à sa victoire 5 buts à 0 à l'aller.

#### APOEL Nicosie (2016-2017)
Le 16 juin 2016, il est prêté a l'APOEL Nicosie mais ne joue aucun match, le 4 janvier 2017, Laçi ne peut pas figurer avec l'équipe chypriote et retourne à l'Olympiakos.

#### Levadiakos (2017)
En janvier 2017, à la suite de son échec avec le club chypriote, Laçi est prêté à Levadiakos
Le 14 janvier 2017, il fait ses débuts contre le Veria entrant dans les 15 dernières minutes en remplaçant Matthaios Kapsaskis (défaite 0-2).

#### AC Ajaccio (2017-2023)
En juillet 2017, Laçi est prêté au AC Ajaccio club français évoluant en Ligue 2 jusqu'à la fin de la saison 2017-2018,.
Le 18 août 2017, il marque son premier but sous le maillot de l'AC Ajaccio après avoir remplacé Johan Cavalli à la 66e minute contre le Paris FC lors de la troisième journée (victoire 2-0).
Il est définitivement transféré à l'AC Ajaccio en août 2018.
En août 2020, Laçi prolonge avec le club ajaccien jusqu'en 2023.

#### Sparta Prague (2023-2025)
Le 1er janvier 2023, Qazim Laçi est transféré au Sparta Prague, le montant du transfert et la durée du contrat n’étant pas précisés.

### Çaykur Rizespor (depuis 2025)
Le 20 juillet 2025, Qazim Laci est transféré au Çaykur Rizespor pour une durée de 3 ans, soit jusqu'en juin 2028. Le montant du transfert est estimé à 800K €,.

### En équipe nationale

#### Avec l'équipe des moins de 17 ans
En octobre 2012, Laçi est convoqué pour participer aux éliminatoires de l'Euro 2013 par l'entraîneur Džemal Mustedanagić, avec l'équipe des moins de 17 ans, il joue son premier match contre la Hongrie après avoir remplacé Berat Beqiri pour la deuxième mi-temps (défaite 1-0).

#### Avec l'équipe des moins de 19 ans
Le 14 mai 2014, il est convoqué par Foto Strakosha pour jouer avec les moins de 19 ans pour jouer un match amical contre l'Italie.
Il est également appelé par le nouvel entraîneur Altin Lala pour jouer les qualifications à l'Euro 2015 contre le Danemark, le Portugal et le pays de Galles.

#### Avec les espoirs
Le 28 mars 2015, il est convoqué par l'entraîneur Alban Bushi pour participer aux Éliminatoires de l'Euro espoirs 2017 avec l'équipe espoirs face au Liechtenstein, mais déclare forfait quelques jours plus tard à cause d'une blessure.
En septembre 2015, il est à nouveau appelé pour jouer contre l'Israël (nul 1-1) et le Portugal (défaite 0-6).
Le 13 octobre 2015, il est appelé face à la Hongrie (nul 2-2).
En novembre 2015, il est appelé face au Portugal (défaite 0-4) et il marquera un but face au Liechtenstein (victoire 2-0),.
Le 5 juin 2017, il est appelé pour un match amical contre la France (défaite 0-3).
Le 12 juin 2017, il est convoqué pour disputer un match qualificatif pour l'Euro espoirs 2019 contre l'Estonie mais s'est blessé et a manqué les deux matches.

#### Avec l'équipe A
Il est retenu dans la liste des 26 joueurs albanais du sélectionneur Sylvinho pour participer à l'Euro 2024. Le 19 juin 2024, lors du deuxième match de poules face à la Croatie il inscrit son premier but en tournoi majeur d'une tête trompant Dominik Livaković.

## Statistiques

### Club
| Club          | Saison           | Championnat            | Championnat | Championnat | Coupe       | Coupe | Europe      | Europe | Autres      | Autres | Total       | Total |
| Club          | Saison           | Division               | Apparitions | Buts        | Apparitions | Buts  | Apparitions | Buts   | Apparitions | Buts   | Apparitions | Buts  |
| ------------- | ---------------- | ---------------------- | ----------- | ----------- | ----------- | ----- | ----------- | ------ | ----------- | ------ | ----------- | ----- |
| Olympiacos    | 2014-2015        | Superleague Greece     | —           | —           | 0           | 0     | —           | —      | —           | —      | 0           | 0     |
| Olympiacos    | 2015-2016        | Superleague Greece     | —           | —           | 1           | 0     | 0           | 0      | —           | —      | 1           | 0     |
| Olympiacos    | Total            | Total                  | 0           | 0           | 1           | 0     | 0           | 0      | 0           | 0      | 1           | 0     |
| APOEL Nicosie | 2016-2017 (prêt) | Cypriot First Division | 0           | 0           | —           | —     | —           | —      | —           | —      | 0           | 0     |
| Levadiakos    | 2016-2017 (prêt) | Superleague Greece     | 10          | 0           | 1           | 0     | —           | —      | —           | —      | 11          | 0     |
| Ajaccio       | 2017-2018 (prêt) | Ligue 2                | 22          | 3           | 2           | 0     | —           | —      | —           | —      | 24          | 3     |
| Ajaccio       | 2018-2019        | Ligue 2                | 19          | 0           | 1           | 0     | —           | —      | 2           | 0      | 19          | 0     |
| Ajaccio       | 2019-2020        | Ligue 2                | 27          | 3           | 1           | 0     | —           | —      | 2           | 1      | 15          | 2     |
| Ajaccio       | Total            | Total                  | 46          | 3           | 2           | 0     | 0           | 0      | 4           | 1      | 52          | 4     |
| Carrière      | Carrière         | Carrière               | 78          | 6           | 6           | 0     | 0           | 0      | 4           | 1      | 88          | 7     |

### Buts internationaux
|   | Date             | Lieu                            | Adversaire            | Résultat | Compétition                     |
| - | ---------------- | ------------------------------- | --------------------- | -------- | ------------------------------- |
| 1 | 16 novembre 2015 | Elbasan Arena, Elbasan, Albanie | Liechtenstein espoirs | 2-0      | Éliminatoires euro espoirs 2017 |

## Palmarès

### En club
- Olympiakos
  - Champion de Grèce en 2016
  - Coupe de Grèce en 2015